# Stanislav Pavlić
Stanislav Pavlić (Breza kod Sarajeva, BIH, 22. lipnja 1939. - Bjelovar, 8. siječnja 1997.) - hrvatski političar, prvi gradonačelnik Bjelovara u samostalnoj Hrvatskoj, dožupan Bjelovarsko-bilogorske županije
Stanislav Pavlić rođen je u Brezi kod Sarajeva u Bosni i Hercegovini 22. lipnja 1939. godine. Osnovnu i srednju školu završio je u Bjelovaru, Višu pedagošku i Filozofski fakultet u Zagrebu, nakon čega se vraća u Bjelovar gdje radi kao profesor povijesti. Kao istaknuti sudionik „Hrvatskog proljeća“ i član Matice hrvatske dobiva otkaz, te ostaje nezaposlen više od četiri godine. Zapošljava se, napokon, u Tvornici opruga „Fenor“ u Novoj Rači kraj Bjelovara.
Bio je prisutan na osnivanju Općinskog odbora HDZ–a za Bjelovar 9. studenog 1989. godine te je tada izabran za predsjednika Izvršnog odbora stranke. Na prvim višestranačkim izborima dolazi na dužnost predsjednika Skupštine općine Bjelovar i gradonačelnika koju je obnašao za vrijeme najžešće agresije na Hrvatsku. Stanislav Pavlić je kao prvi predsjednik Kriznog štaba Bjelovar bio jedan od glavnih pregovarača s JNA u rujnu 1991. godine kada je 29. rujna oslobođen Bjelovar, nakon dva dana žestoke borbe. Bitka za vojarnu u Bjelovaru bila je dio bitke za vojarne za vrijeme Domovinskog rata.
Bio je zamjenik bjelovarsko-bilogorskog župana iz redova HSLS-a od 1993. godine do smrti 1997. godine. Nadležan za društvene djelatnosti pridonosio je i poticao rad humanitarnih organizacija, a posebno je bio aktivan u promicanju kulture i sporta. Bio je predsjednik Županijskog stožera za stradalnike Domovinskoga rata i predsjednik Turističke zajednice Bjelovarsko-bilogorske županije. Na svaku godišnjicu njegove smrti, čelništvo Bjelovarsko-bilogorske županije prisjeća se prof. Pavlića dolaskom na njegov grob, sjećajući se njegovog sudjelovanja u oslobađanju Bjelovara u rujnu 1991. godine i doprinosa u nastanku samostalne i suverene Republike Hrvatske.